# Julien Lücke
Julien Lücke (Hannover, 15 juni 1985) is een Duits voormalig voetballer die als rechter middenvelder speelde. Lücke kwam onder meer uit voor MVV, 1. FC Köln II, 1.FC Saarbrücken en 1.FC Saarbrücken II. 

## Carrière
| Seizoen | Club                    | Competitie       | Wedstrijden | Doelpunten |
| ------- | ----------------------- | ---------------- | ----------- | ---------- |
| 2005/06 | 1. FC Köln II           | Regionalliga     | 3           | 0          |
| 2006/07 | 1.FC Saarbrücken        | Regionalliga     | 10          | 0          |
| 2006/07 | 1.FC Saarbrücken II     | Oberliga         | 18          | 0          |
| 2007/08 | MVV                     | Eerste divisie   | 19          | 0          |
| 2008/09 | MVV                     | Eerste divisie   | 12          | 1          |
| 2009/10 | Borussia Neunkirchen    | Oberliga Südwest | ?           | ?          |
| 2010/12 | Sportfreunde Köllerbach |                  | ?           | ?          |
| Totaal  |                         |                  | 32          | 0          |